# Forêts mixtes d'altitude des Rhodopes
Localisation
Les forêts mixtes d'altitude des Rhodopes forment une écorégion terrestre définie par le Fonds mondial pour la nature (WWF), qui appartient au biome des forêts de feuillus et forêts mixtes tempérées de l'écozone paléarctique. Elle recouvre les massifs montagneux du Grand Balkan, de Rila, du Pirin et des Rhodopes situés principalement en Bulgarie, avec une petite extension en Grèce, en Macédoine du Nord et en Serbie.

## Galerie

Paysages de la forêt mixte d'altitude des Rhodopes
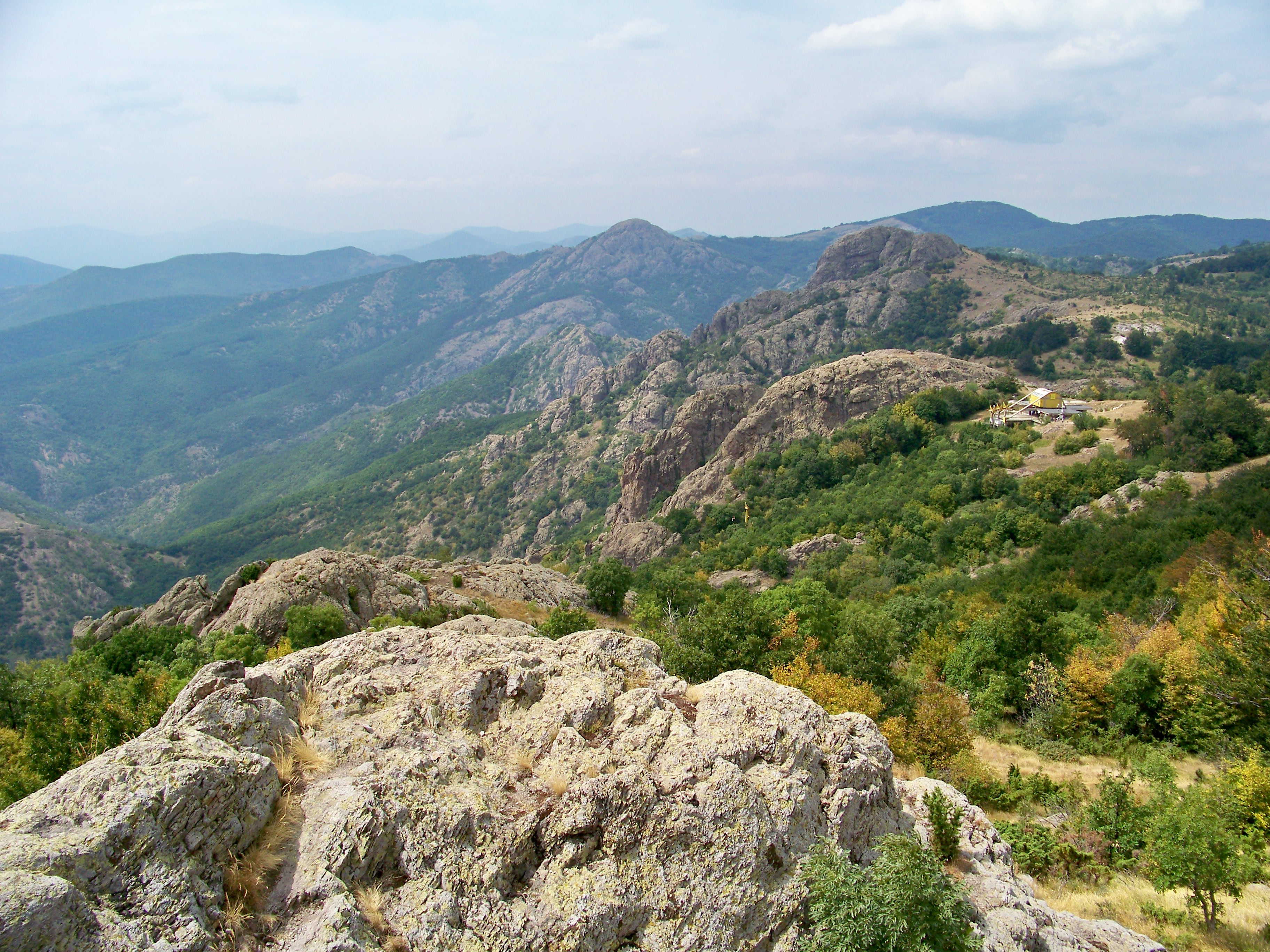
Forêt du mont Karandila, province de Sliven (Bulgarie) en 2004
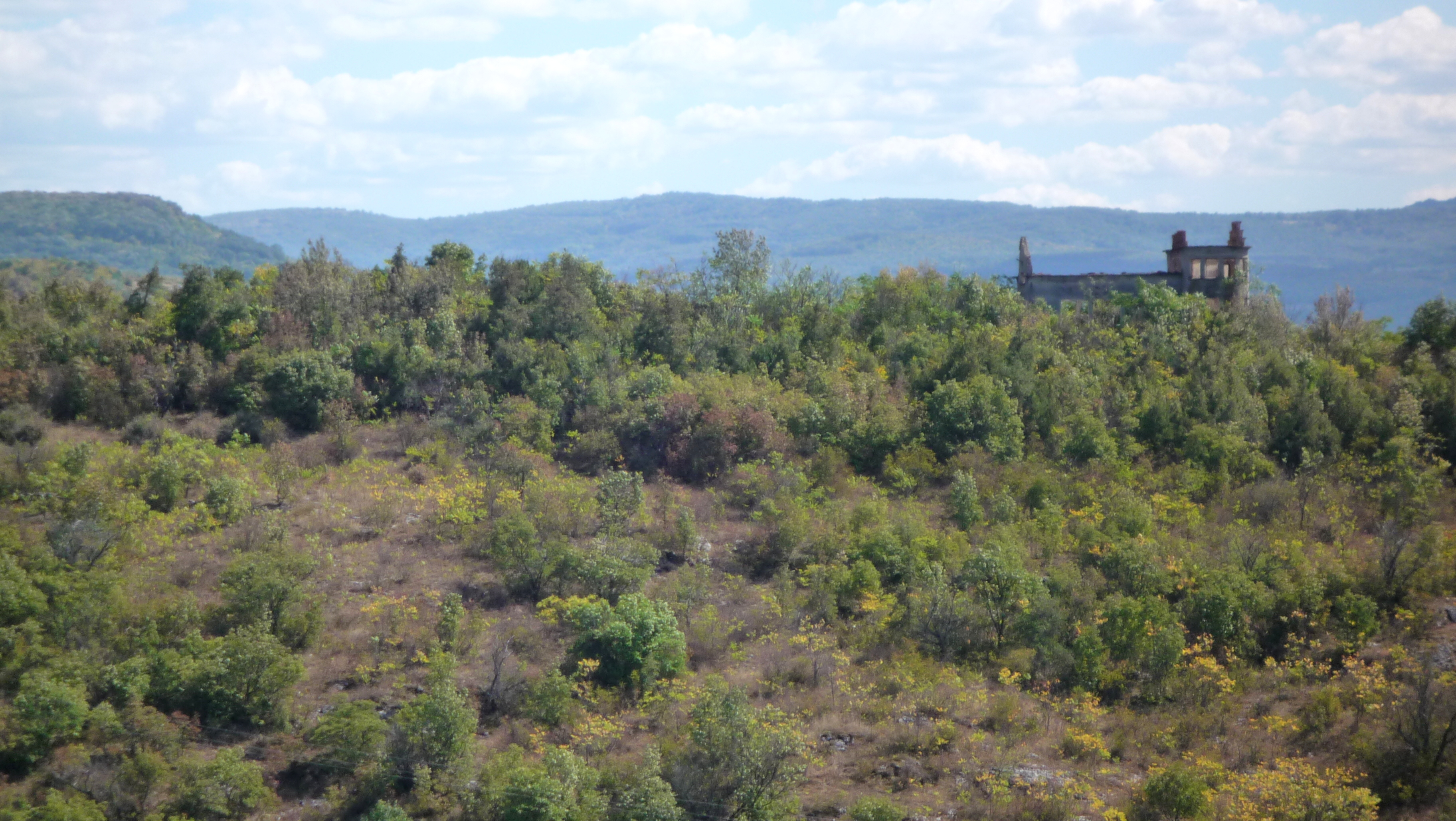
Stara Planina (Bulgarie) en 2013
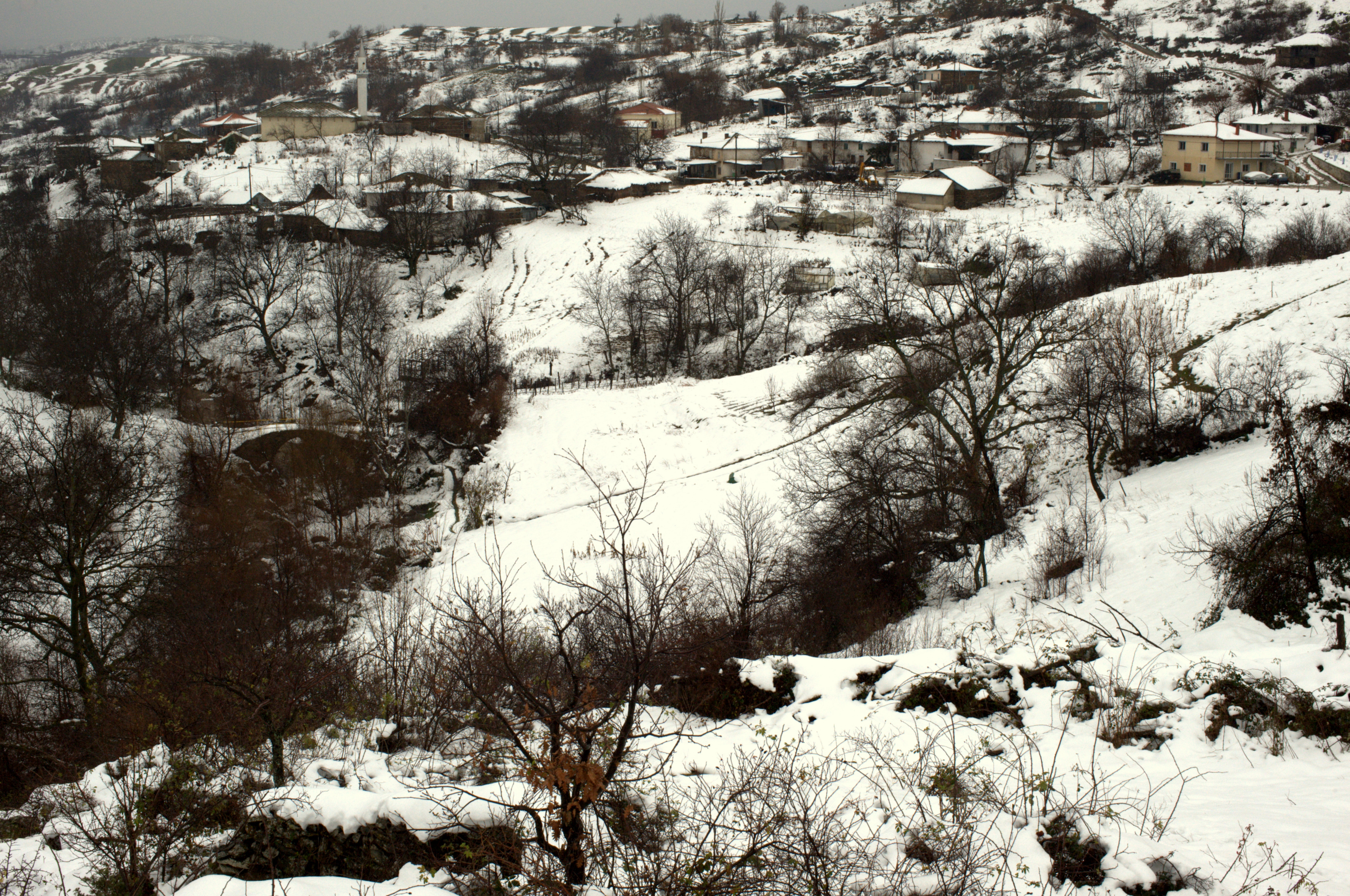
Neige sur Ano Birsini, Rhodopes (Grèce) en 2009
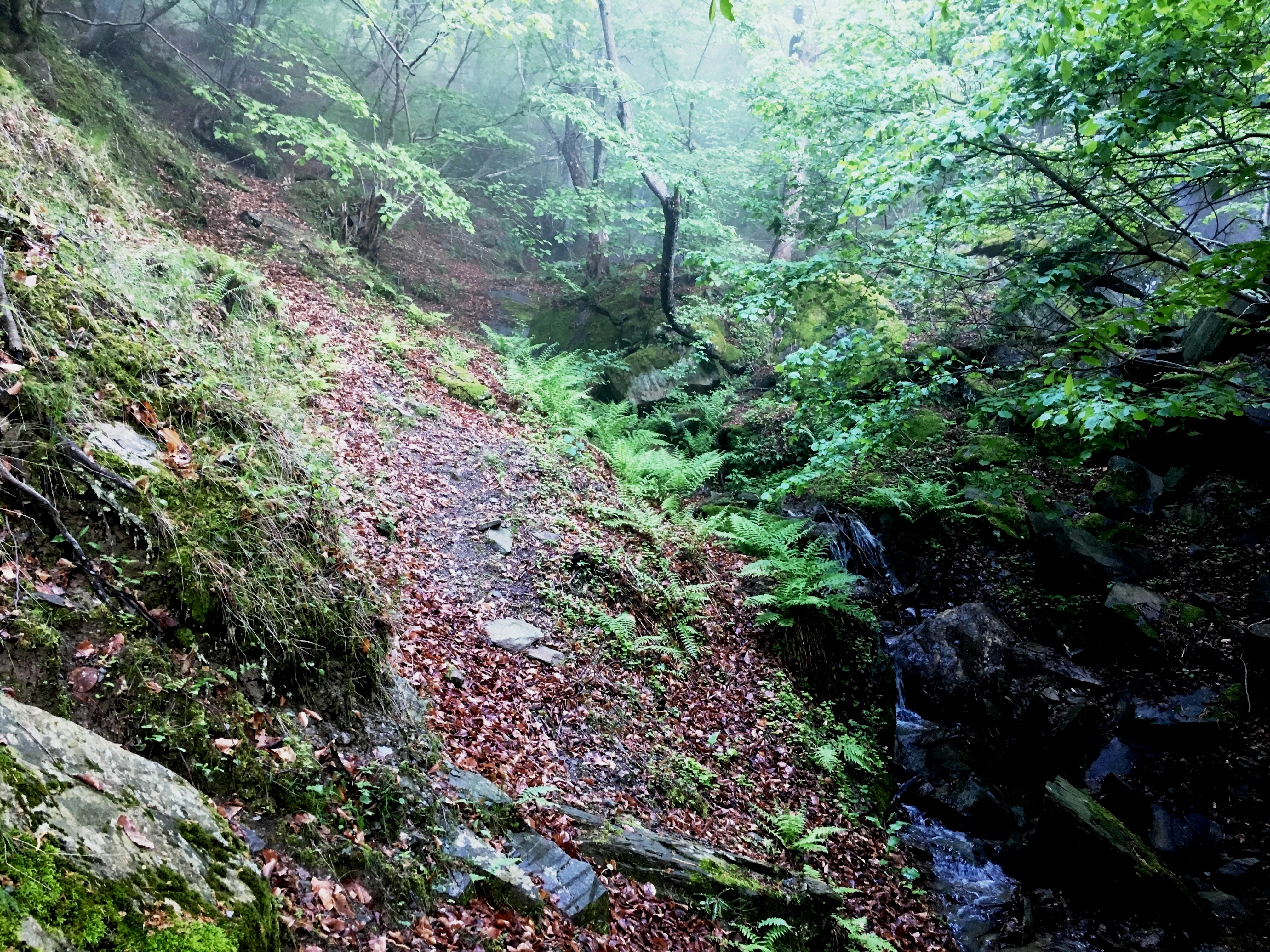
Platchkovitsa (Macédoine du Nord) en 2016